# Cressy-sur-Somme
Cressy-sur-Somme är en kommun i departementet Saône-et-Loire i regionen Bourgogne-Franche-Comté i östra Frankrike. Kommunen ligger i kantonen Issy-l'Évêque som tillhör arrondissementet Autun. År 2022 hade Cressy-sur-Somme 174 invånare.

## Befolkningsutveckling
Antalet invånare i kommunen Cressy-sur-Somme
| Referens: INSEE |